# 世界警察博物館
中央警察大學世界警察博物館是臺灣桃園市龜山區的一座警察博物館，位于中央警察大学校园内。该馆包括校史馆及中华民国警察馆（一楼）、国际警察馆（二、三楼）。该馆是原中央警察大学校长颜世锡倡议建立的，1993年6月28日正式开馆。中华民国部分馆藏包括近代的消防幫浦、銅製瞭望塔警鐘、消防瞄子、警報器、日製石綿衣等，国际部分藏有各国警察制服等。另设有李昌钰博士展示区。

## 歷史
世界警察博物館於由時任中央警官學校（今中央警察大學）校長颜世锡建議下籌建，但當時因職務調動而未能如願興建。之後顏世錫參訪世界各國的博物館，包括俄羅斯、東歐等地，於1989年開始收集館藏資料並編列2期預算後正式興建，但第1期工程因遭逢颱風而地基塌陷；第2期興建時又因多次招標而延後，直到1992年建築主體結構才大致完成，期間籌備小組拜訪了中華民國政府的中央各部會機關並積極收集資訊，其中，位於南歐的一位私人收藏家以一套聖馬利諾警察制服交換中華民國警察制服；巴拉圭警政署透過中華民國駐巴拉圭大使館捐贈2套巴拉圭警察制服，共收集約70個國家或地區的警察資料文物。1993年6月28日，世界警察博物館在警大校園內成立並正式開館，時任行政院院長連戰及內政部部長吳伯雄參加落成典禮。2018年，世界警察博物館與內政部合作啟用「雲端看見世界警察博物館」網站，提供線上導覽。2019年6月，國際警察首長協會時任會長保羅·塞爾（Paul Cell）參訪世界警察博物館並捐贈一套警長制服，博物館的「IACP展示區」亦於同年9月5日開幕。

## 建築
博物館外的羅馬廣場上有臺灣雕塑家楊英風設計的警鴿，及書法家江兆申「世界警察博物館」的題字，建築正門懸掛博物館館徽，館內設立校史館及中華民國警察館（一樓）、國際警察館（二、三樓），另外在館內常設有李昌鈺博士展示區。2017年，世界警察博物館附近的桃園市政府警察局桃園分局舊局舍，將依原風格修復並改建為「新住民文化會館」，提供新住民文化交流活動、法律諮商等服務。

## 館藏

### 中華民國警察館
中華民國警察館主要展示中國各時代的警察治安制度，包含警察服飾、裝備及行政、刑事、交通、消防等事務。

### 國際警察館
國際警察館依世界五大洲，分別陳列各國警察文物史料，包含美國、日本、英國等國的展品。

## 外部連結
- 中央警察大學世界警察博物館 （页面存档备份，存于）（繁體中文）（英文）